# Coleophora albilineella
Coleophora albilineella là một loài bướm đêm thuộc họ Coleophoridae. Nó được tìm thấy ở Tây Ban Nha, Pháp, Sardinia, Áo, cộng hòa Séc, Slovakia, Hungary, România, Hy Lạp and miền nam Nga.